# نودل برنج
نودل برنج (انگلیسی: Rice noodles) نودلی است که از مواد اولیه، آرد برنج و آب تهیه می‌شود. برخی اوقات جهت بهبود شفافیت یا افزایش بافت ژلاتینی و جویدنی، به آن موادی همچون تاپیوکا یا نشاسته ذرت اضافه می‌کنند. مصرف این نوع نودل بیشتر در چین، هند و جنوب شرق آسیا رایج است. نودل برنج در شکل، ضخامت و بافت‌های گوناگونی به صورت تازه، منجمد یا خشک‌شده در دسترس هستند. نودل برنج، قابلیت فسادپذیری بالایی دارد و عمر ماندگاری آنها ممکن است تنها برای چند روز باشد.

## تاریخچه
عقبه نودل برنج به دوران چین در دودمان چین بازمی‌گردد، آن دورانی که مردم چین شمالی به جنوب هجوم آوردند. به‌طور معمول در چین شمالی به خاطر شرایط آب و هوایی، کشت گندم و ارزن را به خاطر اینکه در آب و هوای سرد قابل پرورش هستند، ترجیح می‌دهند درصورتیکه در چین جنوبی، برنج را که در آب و هوای گرم قابل رشد می‌باشد، مدنظر قرار می‌دهند. بنابر روال معمول، نودل از گندم تهیه می‌گردید و در سراسر چین شمالی به مصرف می‌رسید و برای وفق پذیری این خوراکی با برنج، آشپزهای چین شمالی تلاش کردند «نودل» را با بکارگیری برنج درست کنند و بدین نحو نودل برنج به وجود آمد. با گذشت زمان نودل برنج و روش‌های فراوری آنها در سراسر جهان مطرح گردید و به‌طور خاص در منطقه جنوب شرق آسیا، به غذایی محبوب تبدیل گشت.